# 奧內站
奥內站 （日语：／ Okunai eki */?）是由東日本旅客鐵道（JR東日本）所管理的鐵路車站，位於日本青森縣青森市。平日只提供九班普通列車服務，包括一班直通三廐站的班次。
名稱來自於阿伊努語，可能是「etok-nay」（前面的河流）的變化。

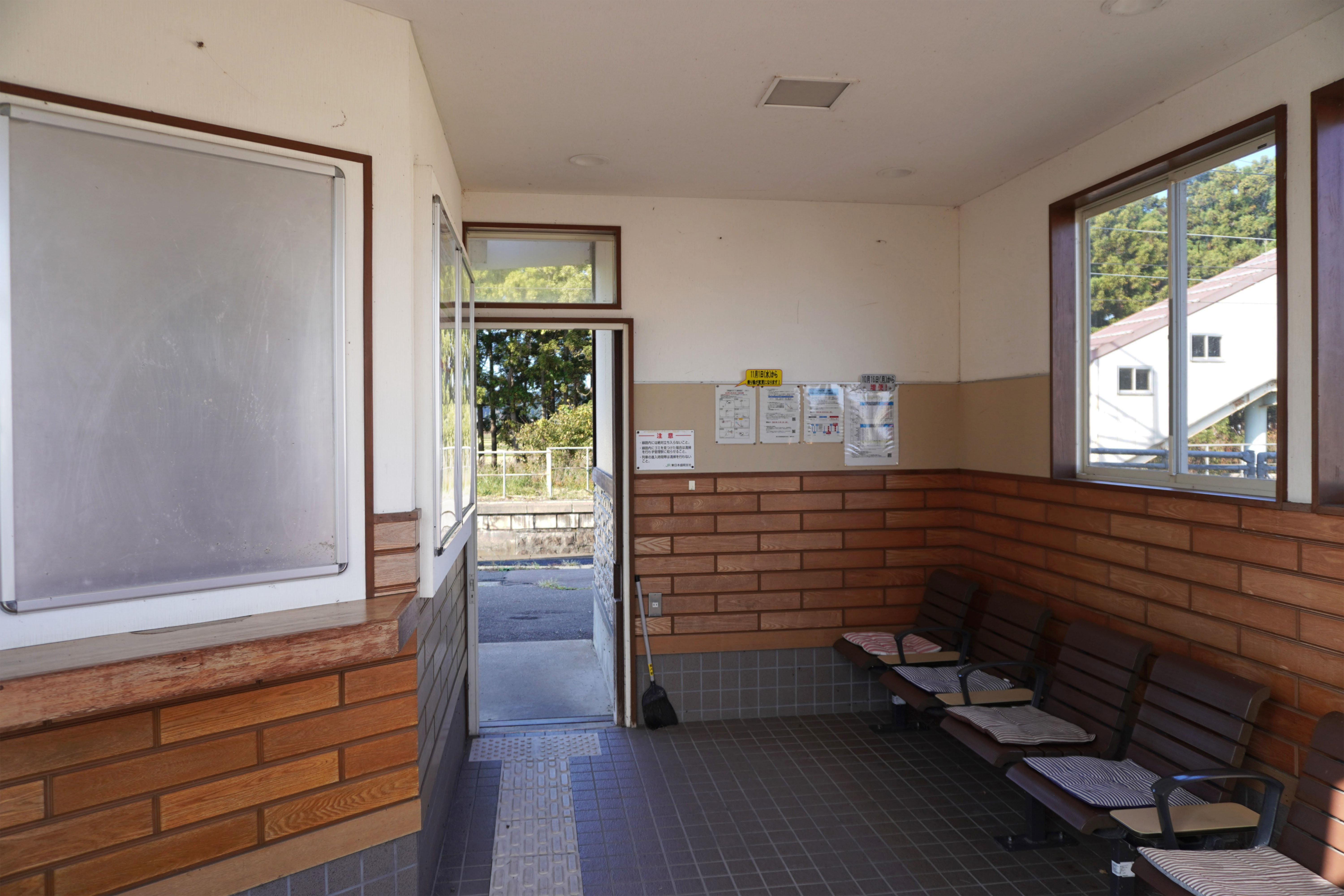
車站內部(2023年10月)

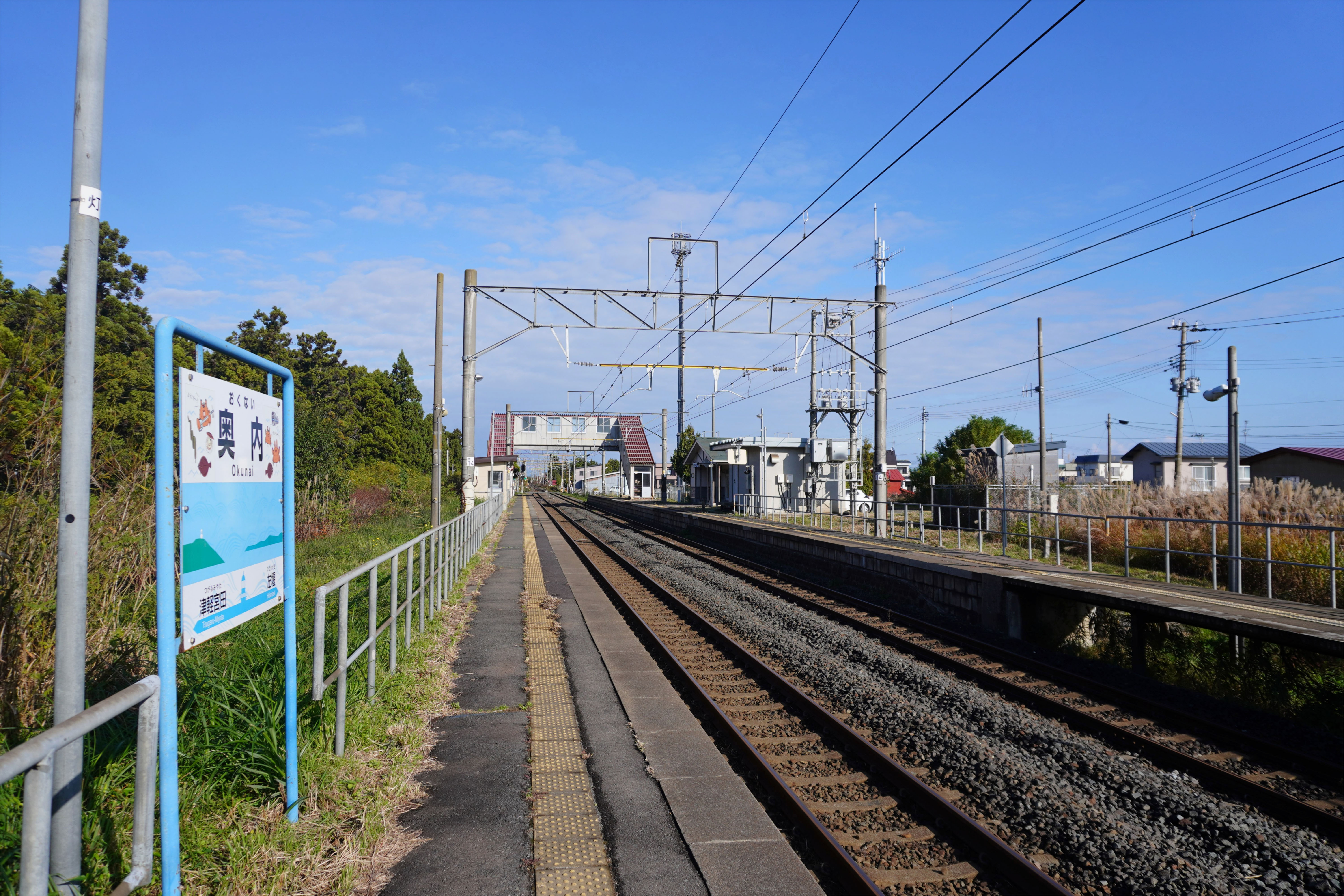
月台(2023年10月)

## 車站結構
本站設有側式月台兩個，雖然理論上月台可以容納6輛長的客車，但現時有效長度設定為5輛。月台間以行人天橋連接，而2號月台（下行往蟹田方向）亦設有候車室。兩邊月台的前方均設有緊急道岔，其中往蟹田方向為向外型道岔；往青森方向則為切入式的保線路軌。另外，往青森方向離站後設有約10輛長的避線雙軌，可以作為寢台列車的其中一個交換站。

### 月台配置
| 月台 | 路線    | 方向 | 目的地         |
| ---- | ------- | ---- | -------------- |
| 1    | ■津輕線 | 上行 | 青森方向       |
| 2    | ■津輕線 | 下行 | 蟹田、三廄方向 |

## 歷史
- 1951年12月5日：開業。
- 1961年10月：夜間無人化，青森站至蟹田站路段採用夜間併合閉塞化。
- 1968年10月21日：貨物提取服務完全取消。
- 1987年4月1日：國鐵分割民營化，車站改由JR東日本管理。
- 1999年11月：第一代站舍因火災燒毁。[2][3]
- 2000年3月11日：第二代站舍建成。
- 2001年12月：無人化。

## 相鄰車站
東日本旅客鐵道
■津輕線
津輕宮田－奧內－左堰

## 外部連結
- 奧內站（JR東日本） （页面存档备份，存于）（日語）